# Мербау
Мербау — коммерческое название породы древесины деревьев из рода Intsia семейства Бобовые.
Красно-коричневая древесина видов мербау, большей частью получаемая от видов Intsia palembanica или Intsia bijuga, похожа по структуре, свойствам и цвету на древесину деревьев рода Afzelia, тверда и прекрасно полируется. Её плотность (при влажности 12 %) составляет около 800 кг/м³. Она значительно прочней тика, твёрже, чем дуб, очень устойчива, слабо коробится и не требует, подобно тику и афцелии, никакой защиты от насекомых или грибков. Согласно DIN 4076 часть 1 эта древесина имеет класс долговечности 1-2 (хороший — очень хороший). Краткое обозначение по DIN — MEB. Окраска слегка темнеет под воздействием света. Эта древесина является одной из наиболее ценных в Южной Азии.

## Использование
Традиционно используемая в строительстве, мербау имеет большое коммерческое значение. В последние годы её усиленно применяют для изготовления дверей, фасадов и паркета, ступенек лестниц, мебели, столов, музыкальных инструментов, шпона, поручней и как конструкционный материал для особых случаев. На Филиппинах мербау является стандартом износостойкости, с которым сравнивают другие породы древесины.
В Европе эту древесину применяют в первую очередь для изготовления паркета. Особая твёрдость делает её пригодной при строительстве общественных зданий. Из-за устойчивости к влаге её применяют также в оформлении ванных.
Раньше из мербау делали шпалы, применяли при строительстве мостов и устройстве дамб.
Вопреки большому разнообразию видов тропических дождевых лесов только некоторые виды деревьев годятся для изготовления долговечных предметов, таких, например, как военные каноэ, которые могут передаваться из поколения в поколение и служат в бесписьменных культурах, таких как новогвинейские, для передачи культурного наследия. Предметы из мербау переживают во влажном и жарком тропическом климате многие поколения людей. При постройке океанских каноэ в южной Океании из мербау делали остов, мачты и руль. Из древесины мербау делают трости, раньше из неё делали палицы. Её используют для деревянной резьбы.
На Фиджи это дерево было прежде священным. Опорные столбы храмов, священные каноэ и гонги делали из мербау. Твёрдость и крепость олицетворяли лучшие человеческие качества. Остающиеся до наших дней идиомы со словом vesi указывают на особых людей или людей с сильным характером («kaukauwa vaka na vuni vesi» — сильный как дерево веси). Чаши, в которых по торжественным поводам подают ценный традиционный напиток ягона изготовлены из мербау.

## Незаконная торговля

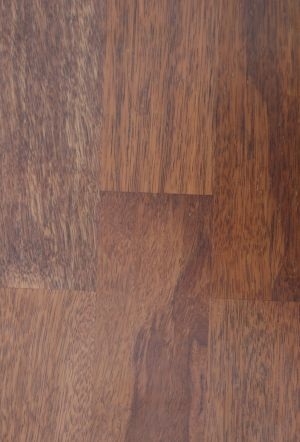
Паркет из мербау с поддельным клеймом FSC из строительного магазина

Большая часть продаваемого на рынке мербау имеет происхождение с нелегальных вырубок в Западной Папуа, Индонезия. Практически не существует мербау с сертификатом FSC. В торговле мербау участвуют крупные фирмы: шведская Tarkett, Goodfellow (Канада), Armstrong World Industries (США) и Junckers (Дания). С помощью индонезийской армии уничтожается последний девственный тропический дождевой лес в Азии. Главные страны-потребители — Китай и Япония. Для Олимпийских игр 2008 Китай планирует ввезти 300 000 м³ мербау.
Племена Папуа, которым принадлежат эти леса, получают — иногда — максимум $11 за м³ древесины. При вывозе из западной Папуа цена уже составляет $120. В Китае эта древесина продаётся за $468. В Великобритании или США 26 м² паркета (из 1 м³ древесины) стоят $2288. Из лесов западной Папуа вывозят около 300 000 м³ мербау в месяц. Официально экспорт этой древесины из Папуа-Новой Гвинеи составил в 2004 году только 11 000 м³, меньше, чем её потребление в ЕС.
После первого доклада EIA в 2005 году, Stemming the Tide, индонезийская полиция и армия конфисковали 400 000 м³ незаконной древесины. Это прекратило китайский импорт мербау, который якобы должен был поступать из Малайзии. Однако огромные прибыли и право индонезийских военных на дополнительный приработок поддерживают продолжение нелегальной вырубки этих деревьев, так как штрафы за неё невысоки. К тому же с 2003 года иностранным журналистам запрещён въезд на западное Папуа.
Между 2002 и 2005 годами транспорты с древесиной приходили из районов Соронг, Маноквари, Фак Фак, Набире и Серуи. Разрушена среда обитания коренных народов Западного Папуа, таких как дани и асмат. Даже очень жизнеспособные файу не чувствуют себя больше уверенно.
Индонезия ведёт с начала 2006 с другими азиатскими странами переговоры, целью которых является защита мербау с помощью Конвенции по защите видов (CITES-приложение III). В случае успеха этих переговоров была бы ограничена торговля целыми стволами, резными изделиями и фанерой из мербау. Исследование о потреблении этой древесины в Европейском союзе было представлено в 2006 году. Нидерланды предлагали уже в 1991 поставить виды рода Intsia под защиту CITES (приложение II). Этому однако помешали Малайзия и другие страны.